# Thomas Preining
Thomas Preining (Linz, 21 luglio 1998) è un pilota automobilistico austriaco, attualmente è pilota ufficiale della Porsche con cui ha vinto il Campionato DTM nel 2023.

## Carriera

### Inizi e la Porsche Carrera
Esordisce in monoposto nel 2015 correndo in Formula 4, dopo due anni nella serie, passa alla Porsche Supercup. Nel 2018 partecipa e vince la Porsche Carrera Cup Germania e finisce terzo nella Porsche Supercup.

### Endurance
Nel 2018 viene chiamato dal team Gulf Racing UK per correre la 6 Ore del Fuji, gara valida per il WEC. Preining scende in pista con al Porsche 911 RSR nella classe LMGTE Am. Visto la buona velocità dimostrata, il pilota austriaco viene confermato anche per le ultime quattro corse della stagione tra cui la 24 Ore di Le Mans, dove ottiene l'ottavo posto di classe. Nel 2019 sempre con la Porsche prende parte alla European Le Mans Serie e al ADAC GT Masters.
Per la stagione 2019-2020 del WEC si unisce al team Dempsey-Proton Racing sempre correndo nella classe GT Am. Partecipa anche alla 24 Ore di Le Mans dove però non riesce a raggiungere la fine della corsa.
Nel novembre del 2023 partecipa ai Rookie test del Campionato del mondo endurance guidando l'Hypercar della Porsche, la 963.

### Test in Formula E
Nel 2019, Preining ha la possibilità di prendere parte ai test Rookie della Formula E a Marrakech, ovviamente correndo per il team Porsche insieme a Frédéric Makowiecki.
Nel 2025 Preining ha invece preso parte alle FP0 con il team Porsche di Formula E. 

### DTM
Nel 2022 esordisce nel Deutsche Tourenwagen Masters correndo con la Porsche 911 GT3 R del team KÜS Team Bernhard. Dopo un inizio complicato, Preining ottiene la sua prima vittoria nel quarto round stagionale al Norisring davanti al altra Porsche di Dennis Olsen. A Spa-Francorchamps ottiene due terzi posti e al Red Bull Ring ottiene la sue seconda vittoria davanti a Luca Stolz. Chiude la sua prima stagione i DTM al quinto posto, prima tra le Porsche.
Per la stagione seguente rimane legato alla Porsche ma passa al team Manthey EMA con Dennis Olsen. Preining dimostra molta costanza, ottiene sei podi tra cui la vittoria al Norisring davanti al tre volte campione René Rast. Nel ultimo round a Hockenheimring ottiene una doppia vittoria laureandosi campione nella serie davanti a Mirko Bortolotti. 
L'anno seguente rimane nella serie venendo confermato dal team Manthey Racing insieme al turco Ayhancan Güven. 

## Risultati

### Riassunto della carriera
| Stagione | Serie                                   | Team                             | Gare                    | Vittorie                | Pole                    | GPV                     | Podi                    | Punti                   | Pos.                    |
| -------- | --------------------------------------- | -------------------------------- | ----------------------- | ----------------------- | ----------------------- | ----------------------- | ----------------------- | ----------------------- | ----------------------- |
| 2015     | Formula 4 ADAC                          | ADAC Berlin-Brandenburg          | 6                       | 0                       | 0                       | 0                       | 1                       | 16                      | 21º                     |
| 2015     | Formula 4 italiana                      | Mücke Motorsport                 | 3                       | 0                       | 0                       | 0                       | 0                       | 0                       | 29º                     |
| 2016     | Formula 4 ADAC                          | Lechner Racing                   | 24                      | 2                       | 2                       | 0                       | 6                       | 180.5                   | 5º                      |
| 2016     | Formula 4 italiana                      | Lechner Racing                   | 3                       | 0                       | 0                       | 0                       | 0                       | 0                       | 37º                     |
| 2017     | Porsche Supercup                        | Konrad Motorsport                | 4                       | 0                       | 0                       | 0                       | 0                       | 22                      | 19º                     |
| 2017     | Porsche Carrera Cup Germania            | Konrad Motorsport                | 14                      | 1                       | 0                       | 0                       | 2                       | 130                     | 7º                      |
| 2018     | Porsche Supercup                        | Lechner Racing                   | 10                      | 4                       | 3                       | 3                       | 5                       | 135                     | 3º                      |
| 2018     | Porsche Carrera Cup Germania            | Lechner Racing                   | 14                      | 10                      | 11                      | 11                      | 12                      | 279                     | 1º                      |
| 2018-19  | WEC - LMGTE Am                          | Gulf Racing UK                   | 5                       | 0                       | 3                       | 0                       | 0                       | 53                      | 11º                     |
| 2019     | International GT Open                   | Frikadelli Racing                | 2                       | 0                       | 0                       | 0                       | 0                       | 0                       | NC†                     |
| 2019     | European Le Mans Series - GTE           | Proton Competition               | 3                       | 1                       | 0                       | 2                       | 1                       | 32                      | 10º                     |
| 2019     | ADAC GT Masters                         | Precote Herberth Motorsport      | 14                      | 1                       | 0                       | 0                       | 1                       | 79                      | 13º                     |
| 2019     | 24 Ore del Nürburgring - SP9            | Frikadelli Racing Team           | 1                       | 0                       | 0                       | 0                       | 0                       | N/A                     | DNF                     |
| 2019–20  | WEC - LMGTE Am                          | Dempsey-Proton Racing            | 5                       | 0                       | 0                       | 0                       | 0                       | 12.5                    | 15º                     |
| 2019–20  | Formula E                               | TAG Heuer Porsche Formula E Team | Test/Development driver | Test/Development driver | Test/Development driver | Test/Development driver | Test/Development driver | Test/Development driver | Test/Development driver |
| 2020     | International GT Open                   | Absolute Racing                  | 1                       | 0                       | 0                       | 0                       | 0                       | 8                       | 17º                     |
| 2020     | GT World Challenge Europe Endurance Cup | GPX Racing                       | 4                       | 0                       | 1                       | 1                       | 0                       | 3                       | 30º                     |
| 2021     | ADAC GT Masters                         | KÜS Team Bernhard                | 14                      | 0                       | 0                       | 0                       | 2                       | 74                      | 13º                     |
| 2021     | 24 Ore del Nürburgring - SP9            | Falken Motorsports               | 1                       | 0                       | 0                       | 0                       | 0                       | N/A                     | 9º                      |
| 2022     | DTM                                     | KÜS Team Bernhard                | 15                      | 2                       | 0                       | 1                       | 4                       | 116                     | 5º                      |
| 2022     | GT World Challenge Europe Endurance Cup | Dinamic Motorsport               | 1                       | 0                       | 0                       | 0                       | 0                       | 6                       | 28º                     |
| 2022     | 24 Ore del Nürburgring - SP9            | Dinamic Motorsport               | 1                       | 0                       | 0                       | 0                       | 0                       | N/A                     | DNF                     |
| 2023     | DTM                                     | Manthey EMA                      | 16                      | 3                       | 2                       | 3                       | 8                       | 246                     | 1º                      |
| 2023     | 24 Ore del Nürburgring - SP9            | Manthey EMA                      | 1                       | 0                       | 0                       | 0                       | 0                       | N/A                     | DNF                     |
| 2023     | GT World Challenge Europe Endurance Cup | Rutronik Racing                  | 5                       | 0                       | 0                       | 1                       | 1                       | 38                      | 7º                      |

† Preining era un pilota ospite, non idoneo ad ottenere punti.
* Stagione in corso.

### WEC
| Anno    | Squadra               | Classe | Vettura         | SPA | LMS | SIL | FUJ | SHA | SEB | SPA | LMS | Punti | Pos. |
| ------- | --------------------- | ------ | --------------- | --- | --- | --- | --- | --- | --- | --- | --- | ----- | ---- |
| 2018-19 | Gulf Racing UK        | GTE Am | Porsche 911 RSR |     |     |     | 4   | 9   | 4   | 7   | 4   | 53    | 11º  |
| Anno    | Squadra               | Classe | Vettura         | SIL | FUJ | SHA | BHR | COA | SPA | LMS | BHR | Punti | Pos. |
| 2019-20 | Dempsey-Proton Racing | GTE Am | Porsche 911 RSR | 11  | 9   | 6   | Rit | 9   |     | NC  |     | 12,5  | 25º  |
| Legenda |                       |        |                 |     |     |     |     |     |     |     |     |       |      |

### Risultati 24 ore di Le Mans
| Anno | Team                  | Co-piloti                          | Auto            | Classe | giri | Pos. | Class Pos. |
| ---- | --------------------- | ---------------------------------- | --------------- | ------ | ---- | ---- | ---------- |
| 2019 | Gulf Racing UK        | Ben Barker Michael Wainwright      | Porsche 911 RSR | GTE Am | 331  | 38º  | 8º         |
| 2020 | Dempsey-Proton Racing | Dominique Bastien Adrien de Leener | Porsche 911 RSR | GTE Am | 238  | NC   | NC         |

### Risultati completi DTM
(legenda) (Le gare in grassetto indicano la pole position) (Le gare in corsivo indicano Gpv)
| Anno | Team              | Vettura           | 1   | 2   | 3   | 4   | 5   | 6   | 7   | 8   | 9   | 10  | 11  | 12  | 13  | 14  | 15  | 16  | Punti | Pos. |
| ---- | ----------------- | ----------------- | --- | --- | --- | --- | --- | --- | --- | --- | --- | --- | --- | --- | --- | --- | --- | --- | ----- | ---- |
| 2022 | KÜS Team Bernhard | Porsche 911 GT3 R | POR | POR | LAU | LAU | IMO | IMO | NOR | NOR | NÜR | NÜR | SPA | SPA | RBR | RBR | HOC | HOC | 116   | 5º   |
| 2022 | KÜS Team Bernhard | Porsche 911 GT3 R | 13  | Rit | Rit | Rit | 43  | Rit | 12  | 9   | Rit | 7   | 32  | 3   | 5   | 1   | Rit | NS  | 116   | 5º   |
| 2023 | Manthey EMA       | Porsche 911 GT3 R | OSC | OSC | ZAN | ZAN | NOR | NOR | NÜR | NÜR | LAU | LAU | SAC | SAC | RBR | RBR | HOC | HOC | 246   | 1º   |
| 2023 | Manthey EMA       | Porsche 911 GT3 R | 11  | 3   | 7   | 2   | 122 | 12  | 32  | 5   | 15  | 4   | 2   | 4   | 6   | 3   | 1   | 1   | 246   | 1º   |
| 2024 | Manthey Racing    | Porsche 911 GT3 R | OSC | OSC | LAU | LAU | ZAN | ZAN | NOR | NOR | NÜR | NÜR | SAC | SAC | RBR | RBR | HOC | HOC | 140*  |      |
| 2024 | Manthey Racing    | Porsche 911 GT3 R | 10  | 13  | 32  | '1  | 14  | 10  | 14  | 6   | 7   | 7   | 6   | 4   | 12  | 2   |     |     | 140*  |      |

* Stagione in corso.